# Anthurium sarmentosum
Anthurium sarmentosum är en kallaväxtart som beskrevs av Adolf Engler. Anthurium sarmentosum ingår i släktet Anthurium och familjen kallaväxter. Inga underarter finns listade.